# 福岡県道557号東油山唐人線
福岡県道557号東油山唐人線（ふくおかけんどう557ごう ひがしあぶらやまとうじんせん）は、福岡県福岡市城南区から福岡市中央区に至る一般県道である。

## 概要
福岡市城南区東油山3丁目から福岡市中央区唐人町1丁目に至る。
油山登山口から始まり唐人町方面へ向かう道路で、福岡市城南区堤までは油山観光道路の一部を成すが、その後西に分岐し、福岡市城南区友泉亭から福岡市中央区草香江までは樋井川東岸を走る。この区間は、笹丘付近までは歩道がなく、以北も片側だけ歩道があり、道幅が狭い。

### 路線データ
- 起点：福岡県福岡市城南区東油山3丁目（油山団地東口交差点）
- 終点：福岡市中央区唐人町1丁目（唐人町西交差点、福岡市道千代今宿線交点）

## 路線状況

### 通称
- 油山観光道路

### 重複区間
- 福岡市道大濠東油山線（福岡市中央区鳥飼1丁目・鳥飼1丁目交差点 - 福岡市中央区鳥飼1丁目・大濠1丁目交差点）

### 道路施設

#### 橋梁
- 友泉亭橋（樋井川、福岡市城南区）

## 地理

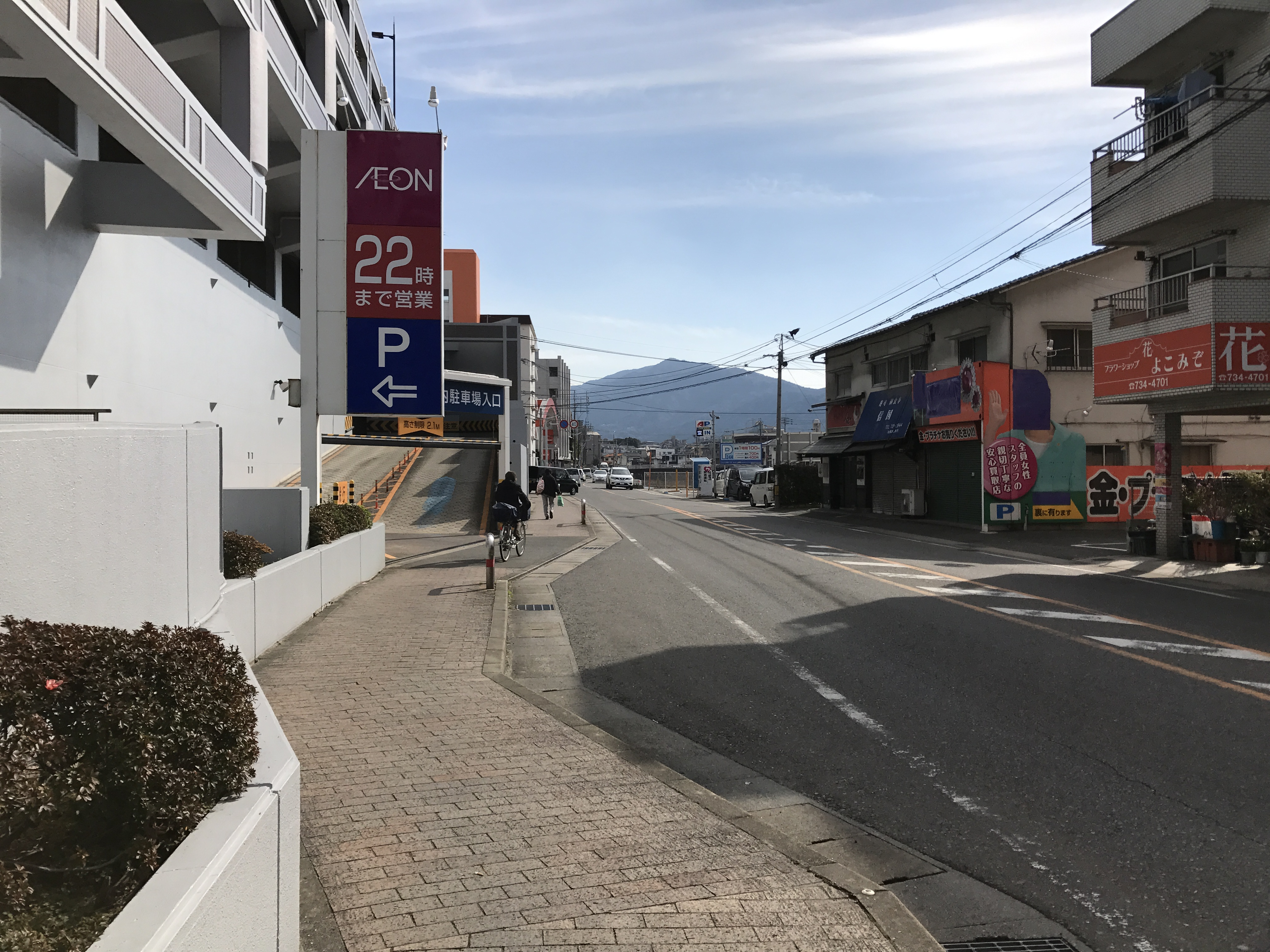
福岡市中央区笹丘

### 通過する自治体
- 福岡市（城南区 - 中央区）

### 交差する道路
| 交差する道路                                                                            | 市町村名 | 市町村名 | 交差する場所 | 交差する場所              |
| --------------------------------------------------------------------------------------- | -------- | -------- | ------------ | ------------------------- |
| 福岡高速5号線 / 福岡高速環状線 国道202号 / 福岡外環状道路 福岡県道49号大野城二丈線 重複 | 福岡市   | 城南区   | 堤2丁目      | 堤交差点 505/506 堤出入口 |
| 国道202号 福岡県道559号原東警固線 重複                                                  | 福岡市   | 中央区   | 六本松4丁目  | 別府橋交差点              |
| 福岡市道大濠東油山線 / 城南線 重複区間起点                                              | 福岡市   | 中央区   | 鳥飼1丁目    | 鳥飼1丁目交差点           |
| 福岡市道大濠東油山線 / 城南線 重複区間終点                                              | 福岡市   | 中央区   | 鳥飼1丁目    | 大濠1丁目交差点           |
| 福岡市道千代今宿線 / 明治通り                                                           | 福岡市   | 中央区   | 唐人町1丁目  | 唐人町西交差点 / 終点     |

### 沿線
- 福岡市立堤丘小学校
- 城南市民プール
- 友泉亭公園
- イオンスタイル笹丘
- 福岡市立草ヶ江小学校
- 福岡市立南当仁小学校
- 大濠公園